# Abdallah Said
Abdallah Mahmoud El Said (ar. عبد الله السعيد, ur. 13 lipca 1985 w Ismailii) – egipski piłkarz grający na pozycji napastnika. Od 2018 jest wypożyczony do fińskiego klubu KuPS z Al-Ahly Kair.

## Kariera piłkarska
Swoją karierę piłkarską Said rozpoczął w klubie Ismaily SC. W 2006 roku awansował do pierwszego zespołu i w sezonie 2006/2007 zadebiutował w jego barwach w pierwszej lidze egipskiej. Wraz z Ismaily wywalczył dwa wicemistrzostwa Egiptu w sezonach 2007/2008 i 2008/2009.
Latem 2011 roku Said odszedł do Al-Ahly Kair. Swój ligowy debiut zaliczył w nim 14 października 2011 w wygranym 1:0 domowym meczu z Haras El-Hodood SC. W sezonach 2011/2012, 2013/2014 i 2015/2016 wywalczył z Al-Ahly trzy mistrzostwa Egiptu, a w sezonach 2012/2013 i 2014/2015 został wicemistrzem tego kraju. W 2012 i 2013 roku dwukrotnie z rzędy wygrał z Al-Ahly rozgrywki Ligi Mistrzów. W 2013 i 2014 zdobył Superpuchar Afryki. W 2014 sięgnął też po Puchar Konfederacji.
| Sezon   | Klub         | Kraj  | Rozgrywki | Mecze | Gole |
| ------- | ------------ | ----- | --------- | ----- | ---- |
| 2006/07 | Ismaily SC   | Egipt | I liga    | 24    | 7    |
| 2007/08 | Ismaily SC   | Egipt | I liga    | 25    | 5    |
| 2008/09 | Ismaily SC   | Egipt | I liga    | 29    | 9    |
| 2009/10 | Ismaily SC   | Egipt | I liga    | 14    | 3    |
| 2010/11 | Ismaily SC   | Egipt | I liga    | 25    | 8    |
| 2011/12 | Al-Ahly Kair | Egipt | I liga    | 14    | 4    |
| 2012/13 | Al-Ahly Kair | Egipt | I liga    | 14    | 0    |
| 2013/14 | Al-Ahly Kair | Egipt | I liga    | 17    | 9    |
| 2014/15 | Al-Ahly Kair | Egipt | I liga    | 29    | 6    |
| 2015/16 | Al-Ahly Kair | Egipt | I liga    | 30    | 11   |
| 2016/17 | Al-Ahly Kair | Egipt | I liga    |       |      |

## Kariera reprezentacyjna
W reprezentacji Egiptu Said zadebiutował 14 czerwca 2008 roku w przegranym 0:1 meczu eliminacji do MŚ 2010 z Malawi.